# Brickeln
Brickeln ist eine Gemeinde im Kreis Dithmarschen in Schleswig-Holstein. Hochdonner Barg liegt im Gemeindegebiet.

## Geografie

### Geografische Lage
Das Straßendorf Brickeln liegt an der Landesstraße 140 zwischen Quickborn und Burg (Dithmarschen) im Landschaftsbereich Dithmarscher Geest. Entlang der nördlichen Gemeindegrenze fließt der Helmscher Bach.

### Nachbargemeinden
Brickeln grenzt an:
|           | Großenrade                                  |                     |
| Quickborn | Kompassrose, die auf Nachbargemeinden zeigt | Hochdonn            |
|           | Buchholz                                    | Burg (Dithmarschen) |

## Geschichte
Der Ortsname Brickeln legt die Annahme einer wortgeschichtlichen Verbindung zu „Birke“ nahe. Sprachwissenschaftler leitet jedoch den Namen Brickeln von „Brickloh“, gleichbedeutend mit „Gehölz Hain, wo man Holz für Scheiben (niederdeutsch: Bricken) schneidet“, ab.
Am 1. April 1934 wurde die Kirchspielslandgemeinde Burg aufgelöst. Alle ihre Dorfschaften, Dorfgemeinden und Bauerschaften wurden zu selbständigen Gemeinden/Landgemeinden, so auch Brickeln.

## Politik

### Gemeindevertretung
Bei der Kommunalwahl am 14. Mai 2023 wurden insgesamt neun Sitze vergeben. Diese fielen erneut alle an die Kommunale Wählervereinigung Brickeln. Die Wahlbeteiligung betrug 54,7 %.

### Wappen

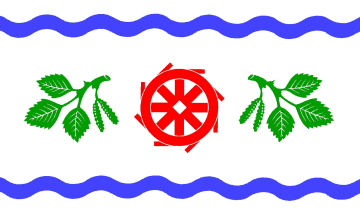
Flagge von Brickeln

Blasonierung: „In Silber ein blauer Wellenbalken, begleitet oben von einem grünen Birkenzweig, unten von einem achtspeichigen roten Wasserrad.“
Die Birkenzweige im Wappen der Gemeinde deuten auf die mögliche Herkunft des Namens Brickeln.
Der Wellenbalken symbolisiert den Helmschen Bach, der durch das Gemeindegebiet fließt. Mit dem Wasserrad wird an die als Wirtschaftsunternehmen einst beachtliche, an ebendiesem Bach gelegene Brickelner Wassermühle erinnert. Mitte des vorigen Jahrhunderts wurde der Betrieb aufgegeben und das
Gebäude später abgetragen, nachdem die Mühle mindestens 200 Jahre Bestand gehabt hatte.

## Persönlichkeit
- Johann Kruse (1889–1983), Hexenforscher